# ونکولم
ونکولم (به لاتین: Vannakulam) یک منطقهٔ مسکونی در سری‌لانکا است که در استان شمالی (سری‌لانکا) واقع شده‌است.